# جام ملت‌های زنان آسیا ۲۰۱۸
جام ملت‌های زنان آسیا ۲۰۱۸ نوزدهمین دوره رقابت‌های فوتبال جام ملت‌های زنان آسیا بود که توسط ای‌اف‌سی و به میزبانی کشور اردن برگزار شد.

## تیم‌های راه‌یافته
- ۸ تیم راه‌یافته به جام ملت‌های زنان آسیا ۲۰۱۸:
- استرالیا
- اردن
- چین
- کرهٔ جنوبی
- ژاپن
- تایلند
- ویتنام
- فیلیپین